# Чидо (циклон)
Циклон «Чидо» — тропический циклон, обрушившийся на юго-восточную Африку в декабре 2024 года. Небольшой, но мощный и смертоносный, он вызвал разрушения и большое число жертв, особенно на острове Майотта, входящего в состав одноимённого заморского региона Франции. Известно как минимум о 117 подтвержденных погибших, хотя власти опасаются, что реальное число погибших может быть значительно выше. Это был самый сильный шторм в регионе за более чем 90 лет.

## Ход шторма
Циклон «Чидо» сформировался 10 декабря 2024 года в юго-западной части Индийского океана и быстро нарастал в интенсивности. 12 декабря «Чидо» обрушился на острова Агалега, часть Маврикия, став самым сильным циклоном со времён циклона Андри в 1983 году. Шторм продолжил движение на запад, прошел к северу от Мадагаскара и 15 декабря обрушился на материковую часть Африки примерно в 30 км к югу от города Пемба в провинции Кабо-Дельгадо в Мозамбике. 16 декабря в 6:00 UTC центр циклона находился на юге Малави с максимальными устойчивыми ветрами 74 км/ч. По прогнозам на 16 декабря, шторм рассеется около Зимбабве 17 декабря.

## Последствия
Префект Франсуа-Ксавье Бьёвиль классифицировал «Чидо» как самый сильный циклон, обрушившийся на заморский департамент Франции с 1934 года, а на Коморских островах была объявлена неделя национального траура. Министерство внутренних дел Франции сообщило, что 1600 полицейских и жандармов были направлены на Майотту для оказания помощи жителям и предотвращения мародерства, и еще 800 человек должны прибыть в ближайшие дни. Из-за повреждений, нанесенных международному аэропорту Дзаудзи-Памандзи, операции в нем были ограничены военными самолетами. 16 декабря Мамудзу посетил министр внутренних дел Франции Брюно Ретайо. Президент Эммануэль Макрон, пообещавший срочную помощь, должен был провести совещание по ситуации в кризисном центре МВД в Париже в конце того же дня.